# Dans une osteria romaine
Dans une osteria romaine est une peinture à l'huile sur toile réalisée par l'artiste danois Carl Bloch, en 1866 pour le marchand Moritz G. Melchior (en) (présent dans le tableau avec deux amis, en arrière plan dans l'osteria).

## Présentation
Acquise par le Statens Museum for Kunst en 1935, l'huile sur toile non encadrée mesure 148,5 × 177,5 cm.
Il s'agit de l'une des scènes de genre, les plus connues de Carl Heinrich Bloch, similaire à d'autres tableaux, notamment la Scène d'Osteria italienne de Wilhelm Marstrand  (1848) ainsi qu'une autre version de ce tableau par l'artiste Elisabeth Jerichau Baumann (date inconnue).

Autres versions du thème.
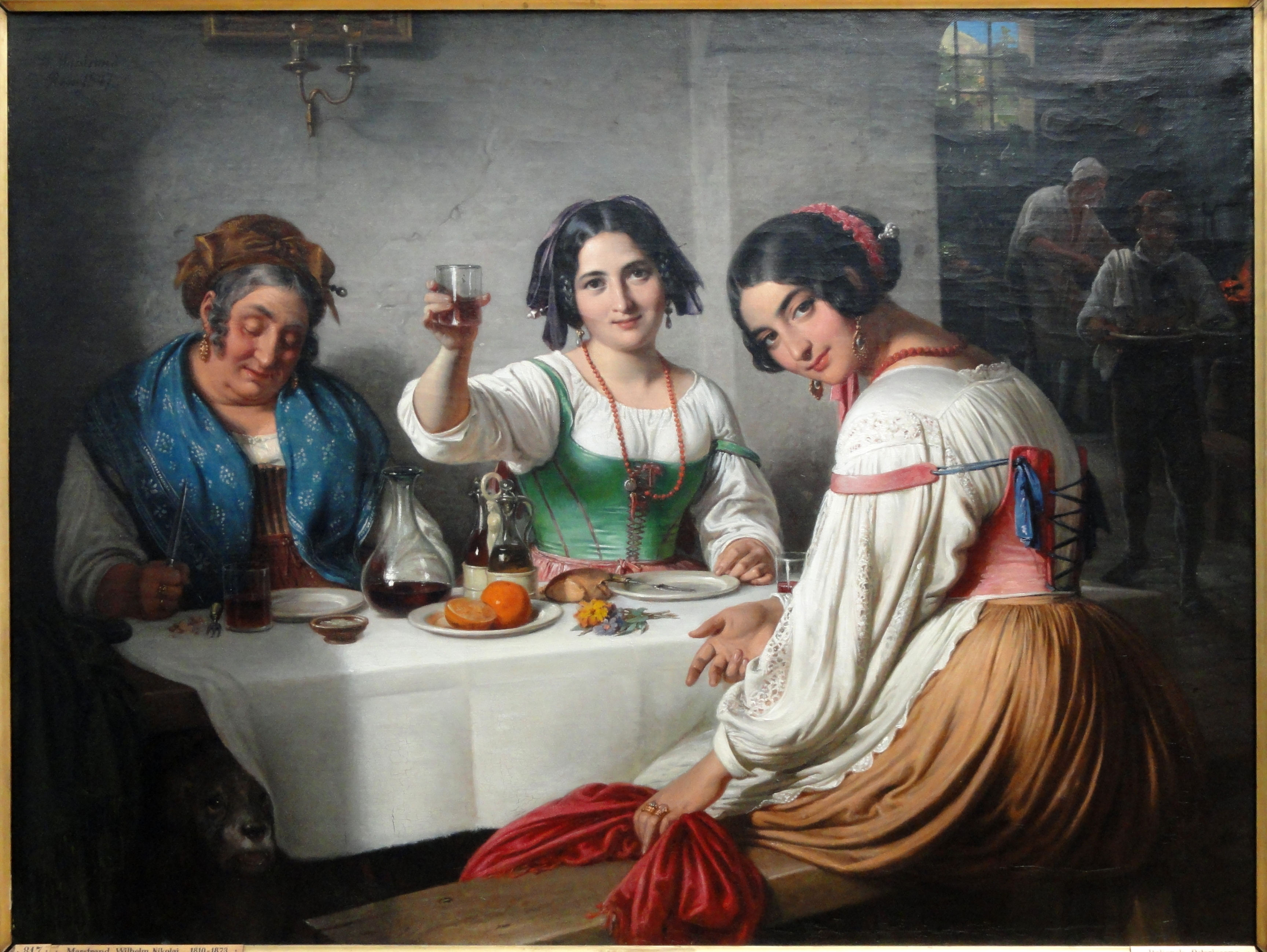
Tableau similaire de Wilhelm Marstrand.
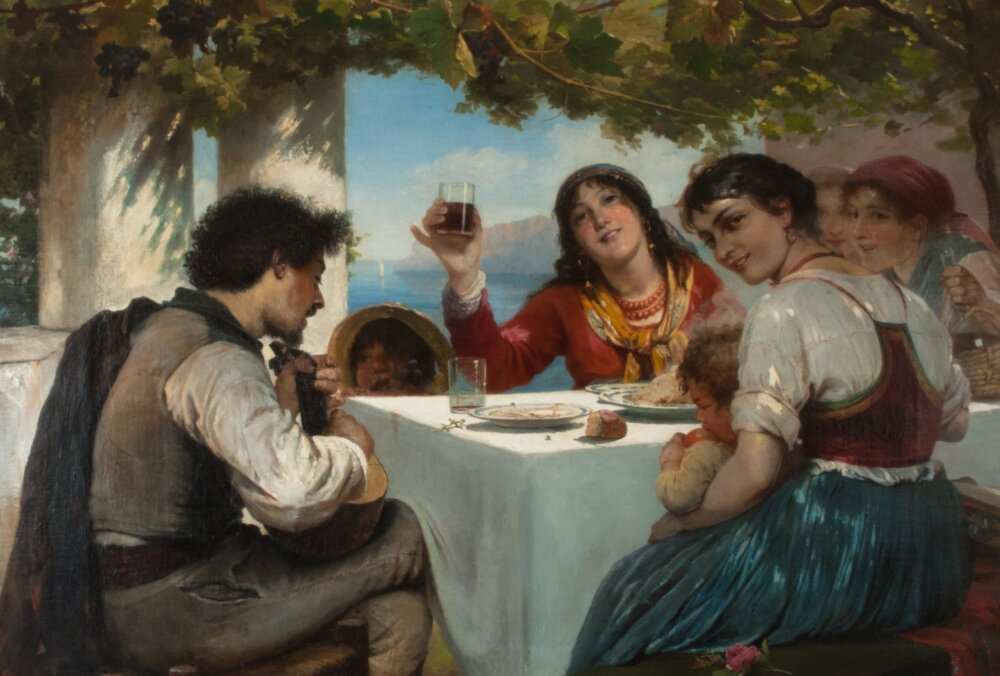
Auberge italienne de Elisabeth Jerichau-Baumann.